# روابط ایران و مراکش
روابط ایران و مراکش (مغرب) با فراز و نشیب همراه بوده است.
نخستین تنش بنیادین، قطع روابط از سوی جمهوری اسلامی به دلیل پناه دادن مراکش به محمدرضاپهلوی در جریان انقلاب اسلامی بود. ایران در سال 1980 جمهوری دموکراتیک عربی صحرا که مدعی حاکمیت بر صحرای غربی مراکش است را به رسمیت شناخت.
در سال ۱۳۷۰ روابط از نو برقرار شد. دولت مراکش در اواخر سال ۸۷ به دلیل دخالت ایران در امور بحرین روابط با تهران را قطع کرده بود. در تماس تلفنی محمدجواد ظریف و صلاح‌الدین مزوار، وزیران امور خارجه جمهوری اسلامی ایران و کشور پادشاهی مغرب، طرفین ضمن تأکید بر همکاریهای دیرینه دو ملت و دو کشور، بر ضرورت و بازگشت روابط دیپلماتیک توافق نمودند و قرار شد سفارتخانه‌های دو کشور به زودی بازگشایی شود.
در ۱۱ اردیبهشت ۹۷ مراکش روابط دیپلماتیک خود با تهران را به علت حمایت ایران از گروه‌های مخالف دولت مراکش و جبهه پولیساریو قطع کرد.
مراکش از ادعای امارات متحده عربی مبنی بر این که جزیره‌های ابوموسی، تنب بزرگ و تنب کوچک به این کشور تعلق دارند و ایران آنها را اشغال کرده پشتیبانی می‌کند.